# A113 (motorväg, Tyskland)
A113 är en motorväg i Berlin som sammanbinder ringleden A100 och sydöstra delarna av innerstaden med den yttre ringmotorvägen A10, Berlin-Schönefelds flygplats och de sydöstra förorterna.